# Kościół św. Jana Chrzciciela w Pniewach
Kościół Świętego Jana Chrzciciela w Pniewach – jeden z dwóch rzymskokatolickich kościołów parafialnych w Pniewach, w powiecie szamotulskim, w województwie wielkopolskim. Należy do dekanatu pniewskiego archidiecezji poznańskiej.

## Historia

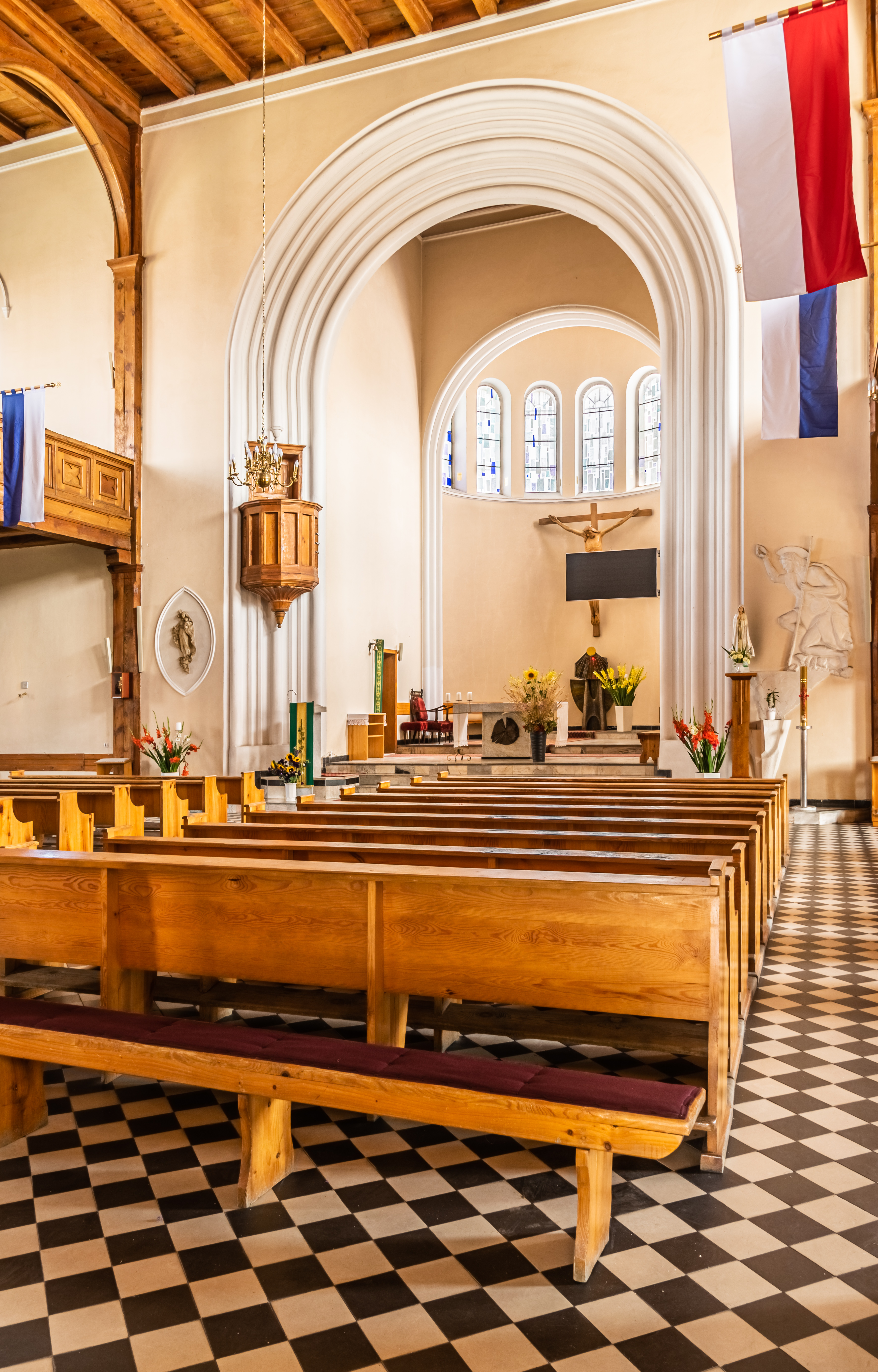
Wnętrze świątyni

Świątynia powstała jako kościół ewangelicki dla powstałej w dniu 15 marca 1837 roku gminy wyznaniowej. Budowa kościoła kosztowała 33 000 marek. Świątynia została ukończona w 1848 roku. W dniu 15 października została poświęcona przez biskupa luterańskiego D. Freumarka. Według niemieckich źródeł kościół nosił wówczas wezwanie Krzyża (Kreuzkirche). W latach 1864–1866 do świątyni została dobudowana pięciokondygnacyjna wieża-dzwonnica. Inwestycja kosztowała 8000 marek. Wieża została wzniesiona na planie kwadratu i pokryta jest ośmiobocznym dachem w kształcie ostrosłupa. Po 1945 roku, gdy już nie było w mieście ludności ewangelickiej, kościół został przekazany katolickiej parafii św. Wawrzyńca. Następnie, w dniu 4 lipca 1947 roku został on przekazany Skarbowi Państwa, jednakże nadal był w dyspozycji parafii. Ostatecznie w dniu 3 kwietnia 1951 roku budowla została odebrana z przeznaczeniem na siedzibę władz miejskich. Potem przez wiele lat w świątyni mieścił się magazyn Gminnej Spółdzielni. Doprowadziło to do znacznego zniszczenia budowli. Dopiero w 1982 roku, udało się parafii odzyskać kościół. W dniu 3 sierpnia 1990 przy świątyni został utworzony ośrodek duszpasterski, a następnie samodzielna parafia.

## Wnętrze
Wnętrze świątyni ma surowy charakter. Nie znajdują się w nim dzieła sztuki, ani nie posiada ono zdobnictwa sakralnego.